# Knuts Skujenieks
Knuts Skujenieks (5. september 1936 i Riga i Lettiske SSR, Sovjetunionen, død 25. juli 2022) var en lettisk digter, litteraturkritiker og oversætter af litteratur til lettisk.
Skujenieks opvoksede ikke langt fra Bauska i Letland. Fra 1954 til 1956 studerede han ved Letlands Statsuniversitet i Riga, derefter ved Gorkij Institut for Litteratur i Moskva, hvor han dimitterede fra i 1961. I 1962 dømtes han for anti-sovjetisk propaganda og idømtes syv års straffelejr i Mordovien. Skujenieks første digtsamling kom først til udgivelse i 1978. Den 6. juni 1989 rehabiliteredes Skujenieks af de sovjetiske myndigheder. Siden den 12. april 1995 er Knuts Skujenieks Officer af Trestjerneordenen.
Skujenieks' værker er oversat til blandt andet svensk, ukrainsk, armensk, litauisk, engelsk og russisk. Hans samlede digtværker er udgivet i Sverige, Ukraine og Armenien. Skujenieks selv har oversat litterære værker fra ukrainsk, spansk, græsk, litauisk, finsk, svensk, dansk og polsk til lettisk.